# Sh2-116
Sh2-116 est une nébuleuse en émission visible dans la constellation du Cygne.
Elle est située dans la partie nord de la constellation, à environ 3° au nord-ouest de l'étoile brillante Deneb et sur le bord nord de la nébuleuse beaucoup plus grande Sh2-115. La période la plus propice à son observation dans le ciel du soir se situe entre les mois de juillet et de décembre et elle est considérablement facilitée pour les observateurs situés dans les régions de l'hémisphère nord terrestre. 
Cette nébuleuse a une forme circulaire, au point que dans certains catalogue, dont le catalogue Sharpless, elle est indiquée comme une possible nébuleuse planétaire. Cependant, une étude de 1991 a précisé qu'il s'agit en fait d'une région H II : en l'observant à travers un filtre Hα, en fait, elle présente les caractéristiques typiques d'autres petites régions H II, comme NGC 2359, alors que presque aucune émission n'est détectée à travers le filtre OIII. Malgré cette étude, sa distance reste inconnue.